# Rabal
Rabal est une freguesia portugaise du concelho de Bragance, avec une superficie de 23,37 km2 pour une population de 171 habitants (2011). Densité: 7,3 hab/km2.